# Humber Bridge
Humber Bridge hænger over floden Humber River ved Hull i England. Broen havde rekorden for længste hængebro fra åbningen i 1981 frem til 1998 (hvor Akashi-Kaikyo-broen i Japan overtog rekorden). Gennemsejlingshøjden er kun 30 meter. Man har efter krav fra befolkningen udvidet motorvejsbroen med en cykelsti efter anlægget var færdigt. Både Golden Gate og Humber-broerne er motorvejsbroer, men det har ikke forhindret, at man har anlagt cykelsti på forbindelsen.